# Slangenbrug

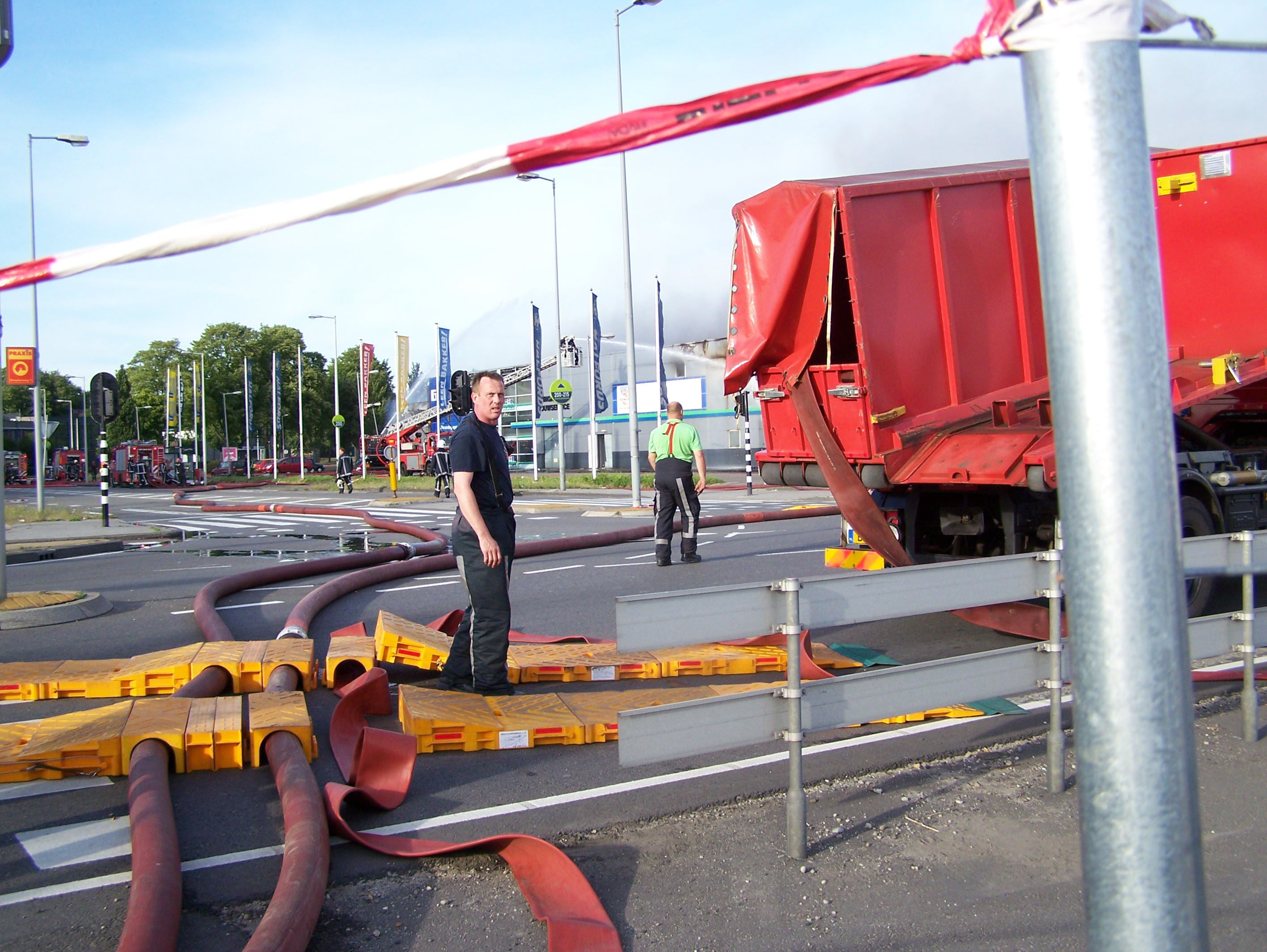
Het watertransportsysteem WTS-1000 bij een zeer grote brand in Amsterdam. op de voorgrond een slangenbrug voor 150 mm-slangen.

Een slangenbrug wordt bij de brandweer gebruikt om wegverkeer over gevulde slangen te voeren zonder de doorvoer van de slang in gevaar te brengen. De brug ligt dan in de aanvoerleiding tussen de waterwinning en de brandbestrijding.
De brug kan uit een onderdeel bestaan of uit meerdere delen (afhankelijk van het gewicht van de totale brug). Het materiaal is hout, rubber, kunststof of aluminium. Meestal heeft een slangenbrug voor slangen met een diameter tot en met 75 millimeter ruimte voor twee slangen. Voor 150 mm slangen zijn speciale bruggen ontwikkeld die bestaan uit meerdere aluminium of kunststof delen. Deze delen kunnen aan elkaar gekoppeld worden, het is mogelijk meerdere slangen naast elkaar te leggen onder dit type slangenbrug.